# Монтвілл (Нью-Джерсі)
Монтвілл (англ. Montville) — селище (англ. village) в США, в окрузі Морріс штату Нью-Джерсі. Населення — 22 450 осіб (2020).

### Клімат
| Клімат : Монтвілл       | Клімат : Монтвілл | Клімат : Монтвілл | Клімат : Монтвілл | Клімат : Монтвілл | Клімат : Монтвілл | Клімат : Монтвілл | Клімат : Монтвілл | Клімат : Монтвілл | Клімат : Монтвілл | Клімат : Монтвілл | Клімат : Монтвілл | Клімат : Монтвілл | Клімат : Монтвілл |
| Показник                | Січ.              | Лют.              | Бер.              | Квіт.             | Трав.             | Черв.             | Лип.              | Серп.             | Вер.              | Жовт.             | Лист.             | Груд.             | Рік               |
| Абсолютний максимум, °C | 21,7              | 23,3              | 29,4              | 33,9              | 35,6              | 37,2              | 40,6              | 37,8              | 37,8              | 33,3              | 27,2              | 22,8              | 40,6              |
| Середній максимум, °C   | 2,2               | 3,9               | 8,9               | 15,6              | 21,7              | 26,1              | 28,9              | 27,8              | 23,9              | 17,8              | 11,7              | 5,0               | 16,2              |
| Середній мінімум, °C    | −9,4              | −8,3              | −3,9              | 1,7               | 7,2               | 12,2              | 15,0              | 13,9              | 9,4               | 2,8               | −1,1              | −6,1              | 2,8               |
| Абсолютний мінімум, °C  | −31,1             | −31,7             | −23,3             | −11,7             | −4,4              | −1,7              | 2,2               | 0,0               | −4,4              | −12,2             | −18,3             | −27,2             | −31,7             |
| Норма опадів, мм        | 110               | 87                | 116               | 115               | 122               | 115               | 118               | 113               | 130               | 104               | 115               | 104               | 1349              |
| ----------------------- | ----------------- | ----------------- | ----------------- | ----------------- | ----------------- | ----------------- | ----------------- | ----------------- | ----------------- | ----------------- | ----------------- | ----------------- | ----------------- |
| Джерело:                |                   |                   |                   |                   |                   |                   |                   |                   |                   |                   |                   |                   |                   |

## Демографія
Згідно з переписом 2010 року, у селищі мешкало 21 528 осіб у 7485 домогосподарствах у складі 5985 родин. Було 7823 помешкання
Расовий склад населення:
| - 78,0 % — білих - 18,1 % — азіатів - 1,3 % — чорних або афроамериканців - 0,1 % — корінних американців |

До двох чи більше рас належало 1,6 %. Частка іспаномовних становила 4,2 % від усіх жителів.
За віковим діапазоном населення розподілялося таким чином: 25,7 % — особи молодші 18 років, 59,8 % — особи у віці 18—64 років, 14,5 % — особи у віці 65 років та старші. Медіана віку мешканця становила 43,0 року. На 100 осіб жіночої статі у селищі припадало 95,7 чоловіків;  на 100 жінок у віці від 18 років та старших — 90,9 чоловіків також старших 18 років.
Середній дохід на одне домашнє господарство  становив 162 113 долари США (медіана — 122 260), а середній дохід на одну сім'ю — 174 962 долари (медіана — 135 536). Медіана доходів становила 103 046 доларів для чоловіків та 68 281 долар для жінок. За межею бідності перебувало 3,6 % осіб, у тому числі 2,7 % дітей у віці до 18 років та 5,7 % осіб у віці 65 років та старших.
Цивільне працевлаштоване населення становило 11 122 особи. Основні галузі зайнятості: освіта, охорона здоров'я та соціальна допомога — 21,6 %, науковці, спеціалісти, менеджери — 18,1 %, фінанси, страхування та нерухомість — 12,5 %, виробництво — 11,5 %.